# Гамлет (Лист)
Гамлет, S. 104 ― десятая по счёту симфоническая поэма Ференца Листа, сочинённая им в 1858 году и опубликованная в 1861 году. Была впервые исполнена в 1876 году в Зондерсхаузене.
Поэма написана для пикколо, 2 флейт, 2 гобоев, 2 кларнетов, 2 фаготов, 4 валторн, 2 труб, 2 теноровых тромбонов, бас-тромбона, тубы, барабана и струнных. Тональность произведения ― си минор.
Лист также переложил симфоническую поэму для фортепиано в четыре руки (S. 597) и для двух фортепиано (S.644).